# Sotto il sole di Riccione
Sotto il sole di Riccione è un film italiano del 2020 diretto dagli YouNuts! e distribuito da Netflix.
Il film prende il nome dal singolo Riccione dei Thegiornalisti, che ne fa anche da colonna sonora assieme ad altri loro successi.

## Trama
In un'estate a Riccione, meta frequentata dai giovani, un gruppo di ragazzi molto diversi tra loro cerca l'amore, l'amicizia e il divertimento. Come sfondo di queste storie adolescenziali, troviamo storie di adulti che riscoprono l'amore in tarda età. Sulla colonna sonora dei Thegiornalisti, si susseguono le vicende estive che porteranno a dei cambiamenti nelle vite dei protagonisti.

## Promozione
Il teaser trailer del film è stato diffuso il 28 maggio 2020 e il trailer il 17 giugno successivo.

## Distribuzione
Il film è disponibile su Netflix a partire dal 1º luglio 2020.

## Sequel
Il sequel, intitolato Sotto il sole di Amalfi, è uscito il 13 luglio 2022 su Netflix.